# ダイゾー
株式会社ダイゾー（英語：Daizo Corporation）は、日本の化学メーカー。
旧社名は株式会社大阪造船所（おおさかぞうせんじょ、英語：Osaka Shipbuilding Co.,Ltd.）。かつては造船業、特に大規模造船事業をコア事業として展開していた。

## 来歴

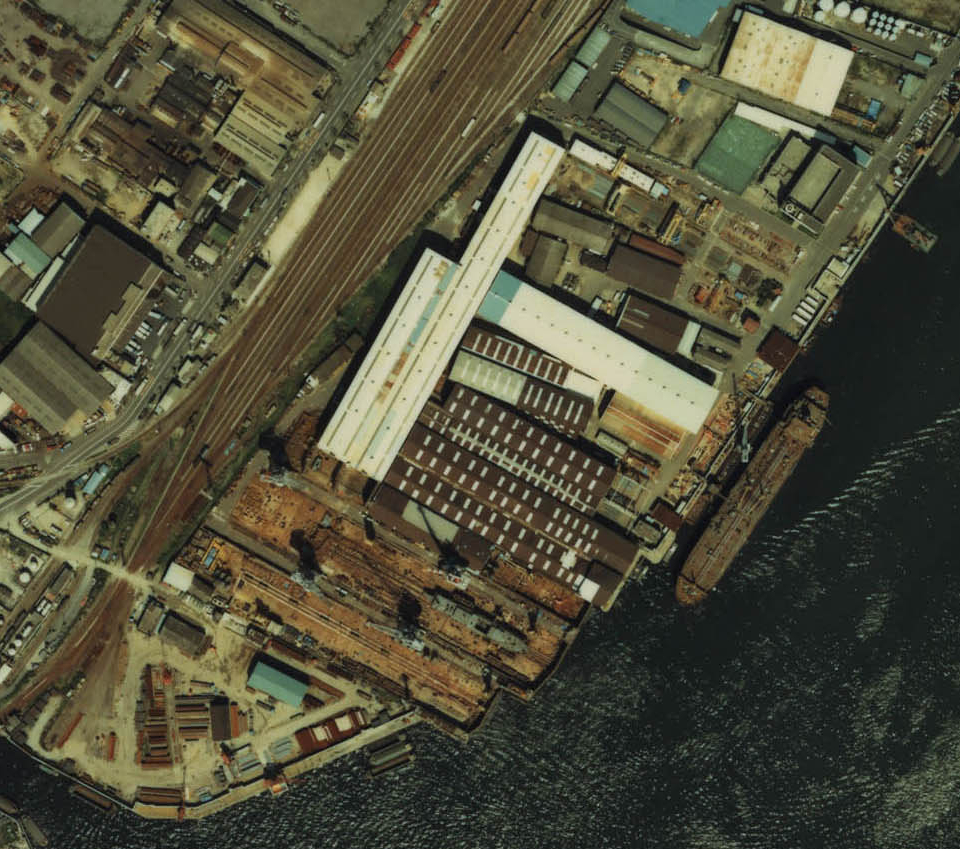
1979年、旧大阪造船所の航空写真。

1936年、「日本の三大億万長者」と称された実業家の南俊二により、造船メーカーとして大阪府にて設立された。日本国有鉄道の「大島丸」を建造するなど、造船業を中心とした事業展開で知られていた。その後、東京製鉄や大原造船所を併合するなど、事業の拡大を図った。
しかし、昭和の終わりまでに造船業からは完全に撤退し、事業の中心を化学工業に移した。住友商事、住友重機械工業と合弁で長崎県に大島造船所を設立し、ダイゾーの大規模造船事業はそちらに集約された（船台の大部分は埋め立てられ、一部の工場とクレーンを除き解体され、跡地はコクヨ等に貸し出されている。時折残されたクレーンで阪急電車や新幹線の車体が陸揚げされているため、鉄道ファンの聖地である）。
造船業の一部、小型船の修繕事業は子会社の大阪造船ドック（木津川）（1985年設立～2019年閉鎖）に残した。
2010年代に、ダイゾーの造船鉄構事業部（実質建造は子会社の大阪造船ドック）が「往年の夢よ再び」と、タグボートの建造に再度乗り出した。但し、既存の船台は使用廃止で埋め立てられており、一部残っている部分も建造船台として使用不可であった。そこで陸上部の平地で建造し、進水はクレーン船を使用した吊上進水と船の進水としては珍しい進水方式をとっている。クレーン船はチャーターなので船台からの進水に比べて費用が掛かるが、タグボートが吊り上げられる様は壮観である。
往年の新造船建造に携わった熟練技師及び熟練工は既におらず、修繕に関わっていた者等を集め建造を開始した。他社で建造された前船のコピーで基礎図面は流用できるとはいえ、修繕船と違い、慣れぬ新造船の建造にはかなり苦戦し、当初は年間0～1隻の建造であったが、内海曳船の協力もあり、2017年には年間4隻の建造が出来る様になった。建造隻数増及び安定した建造を維持するため、同業他社での設計経験者やCAD経験者を採用し、また、同じ子会社の大島造船の協力を経て軌道に乗ったかにみえたが、約8億円の累積赤字が解消できなかった。2019年6月に大阪造船ドックは造船鉄構事業部に吸収合併された。
2018年9月の台風21号では、福崎、木津川両工場が被災し、ジブクレーン破損や事務所浸水など大きな被害を受けている。

## 事業内容

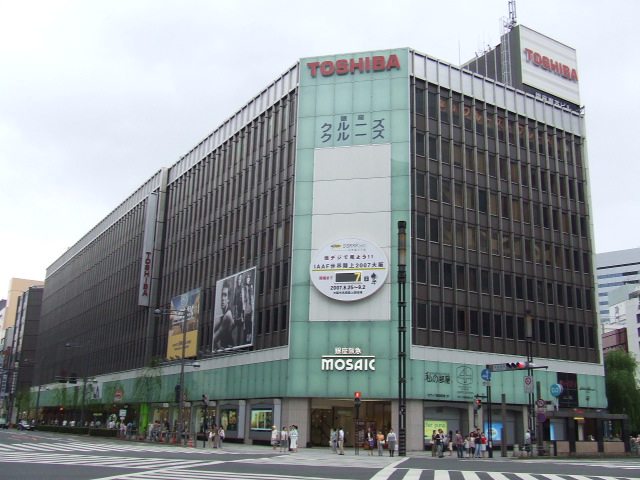
銀座クルーズが経営する「GINZA CRUISE CRUISE」

現在はエアロゾル製品（日本のエアゾール製品の3本に1本を製造。日本市場の専有率は一番高い。）やモリブデン製品の製造販売事業（潤滑用MoS2粉の販売量は日本市場の70%。パーツクリーナの出荷数量は日本市場で１位）、システム構築・販売・サービス事業、駐輪設備をはじめとする機械器具の設置工事事業などを手がける複合企業となっている。帝国データバンクの調査によれば、主な仕入先は三井物産、武内プレス工業、三谷バルブ、主な販売先はアース製薬、花王、資生堂とされる。また、TDB産業分類表で「他に分類されない化学工業製品製造業」に分類される日本国内601社のうち、ダイゾーは10位だとされている。
近年では、日本銀行国際局局長などを歴任した東郷重興を経営陣に招聘するとともに、M&Aを積極的に推し進めている。オムロンや産業能率大学からインテリジェントスクエアを買収し、自社の情報システム事業部と統合し、新たにディアイスクエアを設立した。また、飛行船製造業のスカイピアを併合してスカイピア事業部を設立するなど、飛行船の製造・販売分野に進出している。
一部の子会社は、重工業メーカーの子会社としてはやや異色な飲食関連事業に携わっている。関東地方で高級レストランを経営する銀座クルーズや、小豆島でのオリーブ栽培に乗り出した東洋オリーブも傘下企業である。オリーブの作付け面積は日本一広い。令和の大嘗祭の香川県の供物の一つとして東洋オリーブの手摘みオリーブの実が献上された。東芝銀座ビルにて銀座クルーズが経営する「GINZA CRUISE CRUISE」は、銀座（東京都中央区）を代表するランドマークのひとつでもある。

## 社名
創業時の社名は「株式会社大阪造船所」であったが、2000年に「株式会社ダイゾー」に社名を変更した。その後、ダイゾーのグループ会社である損害保険事業とリース事業を営む「大造興産株式会社」が、社名を「株式会社大阪造船所」に変更した。なお、新「大阪造船所」（2005年 - ）は旧「大阪造船所」（1936年 - 2000年）の親会社である。

## 沿革

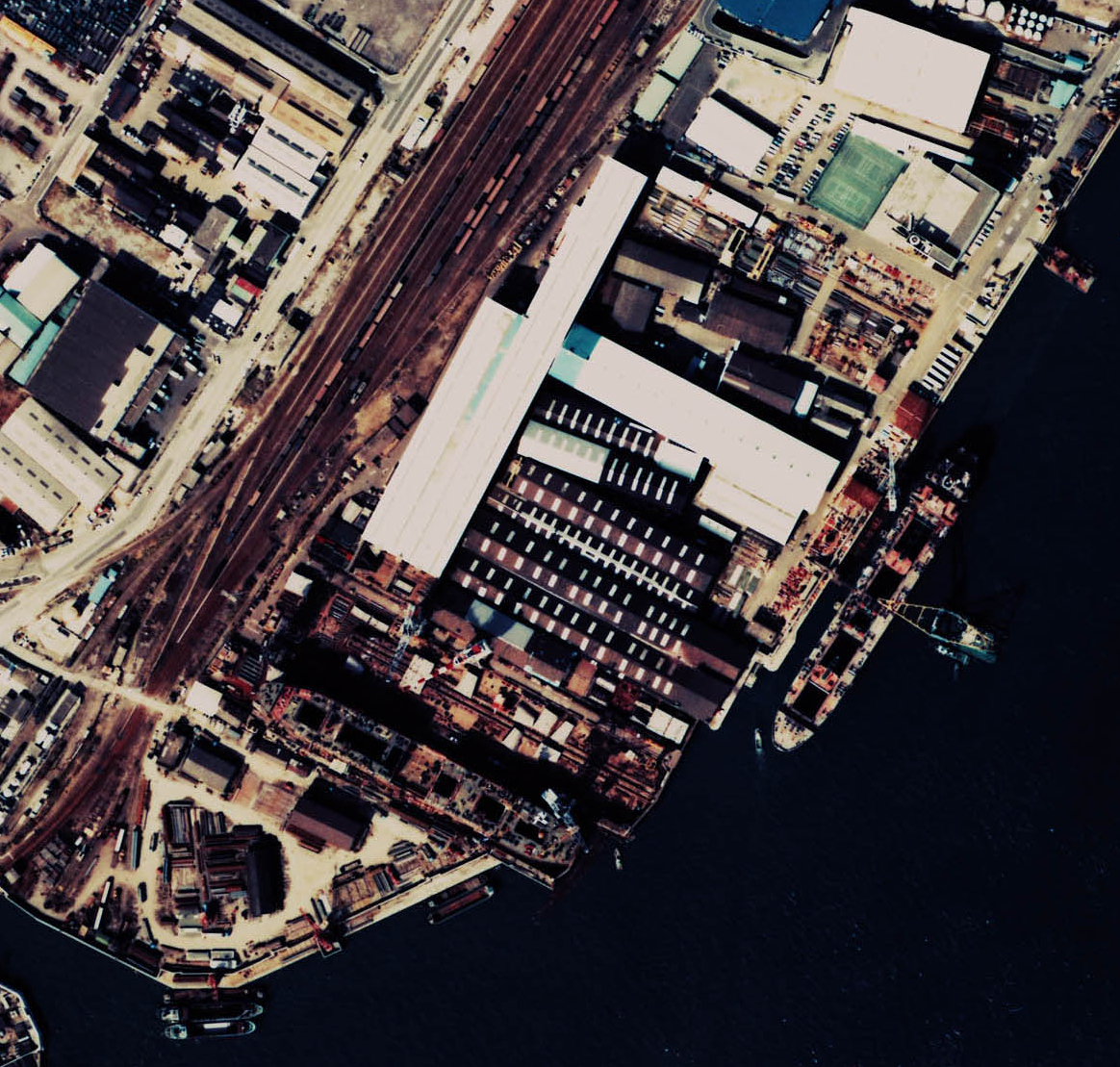
1974年、旧大阪造船所の航空写真。

- 1936年（昭和11年）4月 - 株式会社大阪造船所設立。
- 1942年（昭和17年）9月 - 東京製鉄株式会社を合併。
- 1945年（昭和20年）6月 - 太平洋戦争に際し、大阪工場が空襲で被災し、機能停止。
- 1948年（昭和23年）
  - 6月 - 第2次計画造船の割当てを受ける。
  - 12月 - 戦後第一船の引き渡し。
- 1950年（昭和25年）5月 - 株式会社大原造船所（現・木津川工場）を併合。
- 1973年（昭和48年）2月 - 住友重機械工業、住友商事との合弁で株式会社大島造船所を設立。
- 2000年（平成12年）8月 - 株式会社ダイゾーに社名変更。
- 2005年（平成17年）7月 - 大造興産株式会社が「株式会社大阪造船所」に社名変更。
- 2007年（平成19年）8月 - 情報システム事業部と株式会社インテリジェントスクエアが経営統合し、株式会社ディアイスクエアを設立。
- 2008年（平成20年）8月 - 株式会社スカイピアを併合。
- 2019年（令和元年）6月 - 子会社の株式会社大阪造船ドックを造船鉄構事業部に吸収。

## 事件・事故
神扇スプレー倉庫爆発火災
1999年6月5日、埼玉県幸手市大字神扇にあるダイゾーの製品の保管を依頼されていた倉庫会社の施設で火災が発生。製品に次々引火して爆発し、鎮火まで1日以上かかる大火災となった。
茨城県五霞町の当社東京工場では、アース製薬の委託を受け、殺虫剤のスプレー缶を製造していた。当社は製品の保管をダイセーロジスティクスに依頼しており、同社は埼玉県幸手市の倉庫にそれらの製品を保管していた。
ところが、1999年6月5日夜に倉庫内にて火災が発生した。当時、ダイセーロジスティクスは倉庫にスプレー缶236万本を保管していたが、それ以外にもポリエチレン製ガス管1万2500本、PET樹脂996tを保管していた。そのため、火災により保管されていたスプレー缶や樹脂類に引火し爆発、激しく炎上した。周囲100メートルを超える範囲に大量の殺虫剤の缶が火を噴きながら次々と飛来するなど現場は大混乱となり、幸手市消防本部と地元の消防団に加えて久喜地区消防本部、杉戸町消防本部、春日部市消防本部などが消火活動にあたったが、鎮火までに35時間かかった。
死傷者はなかったが規模があまりに甚大だったため、事態を重く見た消防庁がエアロゾル製品の保管に注意を促す通達を各都道府県に送付した。
下請代金支払遅延等防止法違反事件
2009年3月、ダイゾーが不当に下請け代金を減額するなどしたため、下請代金支払遅延等防止法に抵触するとの指摘がなされた。
中小企業庁の調査によると、ダイゾーは2006年11月〜2008年9月における下請業者5社への代金のうち、7000万円超を不当に減額していたとされている。この調査結果に基づき、2009年3月、中小企業庁は公正取引委員会に対して措置請求を実施した。公正取引委員会の調査に対し、ダイゾーは「得意先との価格交渉が厳しく利益を確保したかった」と説明した。同年4月21日、公正取引委員会は、ダイゾーに対して下請け代金の支払いと再発防止を勧告した。

## 建造した船
- 大島丸
- 大阪造船所時代の建造船は不明
- 建造再開後はタグボートメインに建造（2019年06月まではダイゾー名義で受注、大阪造船ドックが建造実施）

| No. | 銘板No. | 船主         | 船名           | 船種                              | 竣航年月日      |              |          |      |
| 1   | 501     | 田中海運     | 第四十三桝栄丸 | 4,000PS型曳船                     | 平成22年6月     | 1／H22       | １／田中 | ZP   |
| 2   | 502     | 海洋興業     | 久留里丸       | 4,400PS型曳船                     | 平成23年3月     | 1／H23       | １／海洋 | ZP   |
| 3   | 503     | 内海曳船     | 有田丸         | 4,400PS型曳船兼化学消防船         | 平成23年9月     | 2／H23       | １／内海 | ZP   |
| ー  | 504     | ー           | ー             | ー                                | ー              | 0／H24       | -        | -    |
| 4   | 505     | 内海曳船     | 日田丸         | 4,400PS型高速曳船兼化学消防船     | 平成25年2月     | 1／H25       | ２／内海 | ZP   |
| 5   | 506     | 田中海運     | 第四十五桝栄丸 | 4,000PS型曳船                     | 平成26年2月     | 1／H26       | ２／田中 | ZP   |
| 6   | 507     | 内海曳船     | 福田丸         | 4,400PS型高速曳船兼化学消防船     | 平成26年9月     | 2／H26       | 3／内海  | ZP   |
| 7   | 508     | 日本海事興業 | 和興丸         | 4,400PS型引き船兼防災船           | 平成27年3月     | 1／H27       | １／日海 | ZP   |
| 8   | 509     | 内海曳船     | 瀬田丸         | 4,400PS型高速曳船兼化学消防船     | 平成27年8月     | 2／H27       | 4／内海  | ZP   |
| 9   | 510     | 日本海事興業 | 愛興丸         | 4,400PS型引き船兼防災船           | 平成27年12月    | 3／H27       | ２／日海 | ZP   |
| 10  | 511     | 沖縄海運     | あやはし       | 4,000馬力型引き船                 | 平成28年3月     | 1／H28       | １／沖縄 | ZP   |
| -   | 512     | -            | -              | -                                 | -               | 欠番         | -        | -    |
| 11  | 513     | 昭陽汽船     | 優陽丸         | 4,500馬力型引き船                 | 平成28年11月    | 2／H28       | １／昭陽 | ZP   |
| 12  | 514     | 日本栄船     | てくのすⅡ      | 3,600馬力型防災船兼引き船         | 平成29年3月     | 1／H29       | １／日栄 | ZP   |
| 13  | 515     | 内海曳船     | 和田丸         | 4,400馬力型高速引き船兼化学消防船 | 平成29年7月     | 2／H29       | 5／内海  | ZP   |
| 14  | 516     | 日本海事興業 | 瑞興丸         | 4,400馬力型引き船兼防災船         | 平成29年12月    | 3／H29       | 3／日海  | ZP   |
| 15  | 518     | 内海曳船     | 平田丸         | 4,400馬力型高速引き船兼化学消防船 | 平成30年4月     | 1／H30       | ６／内海 | ZP   |
| 16  | 517     | 勝南海運     | 第十五勝南丸   | 4,400馬力型曳船                   | 平成30年7月     | 2／H30       | １／勝南 | ZP   |
| 17  | 522     | 田中海運     | 第四十六桝栄丸 | 4,400馬力型曳船                   | 平成30年10月    | 3／H30       | 3／田中  | ZP   |
| 18  | 519     | 日本海事興業 | 明興丸         | 4,400馬力型曳船                   | 平成30年12月    | 4／H30       | ４／日海 | ZP   |
| 19  | 520     | 沖縄海運     | 海邦丸         | 油回収補助船兼多目的船            | 平成31年3月     | イレギュラー | -        | FPP  |
| 20  | 521     | 日東タグ     | 聖鳳丸         | 4,000馬力型曳船                   | 令和元年5月7日  | 1／R01       | １／日東 | REXP |
| 21  | 523     | 内海曳船     | 天田丸         | 4,400馬力型引き船兼化学消防船     | 令和元年6月21日 | 2／R01       | 7／内海  | ZP   |
| 22  | 524     | 小樽市       | たていわ丸     | 4,000馬力型ひき船                 | 令和元年9月20日 | 3／R01       | １／小樽 | ZP   |
|     |         |              |                |                                   |                 |              |          |      |

|  |

## 関連する企業

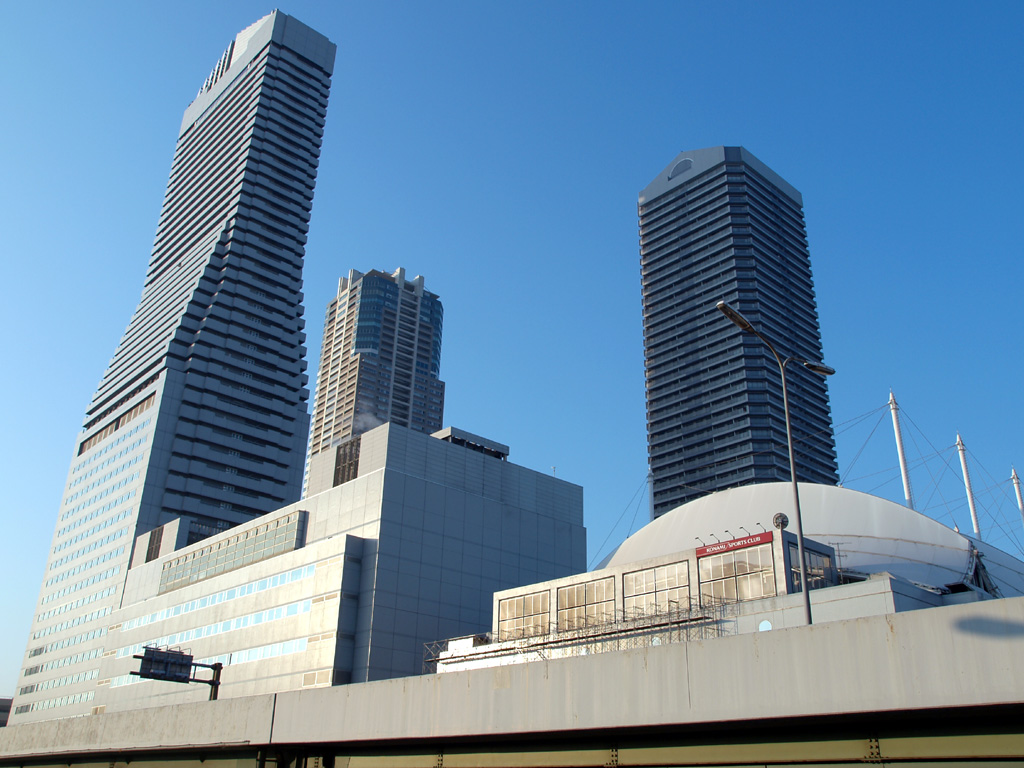
ディアイスクエア大阪事業所（右）

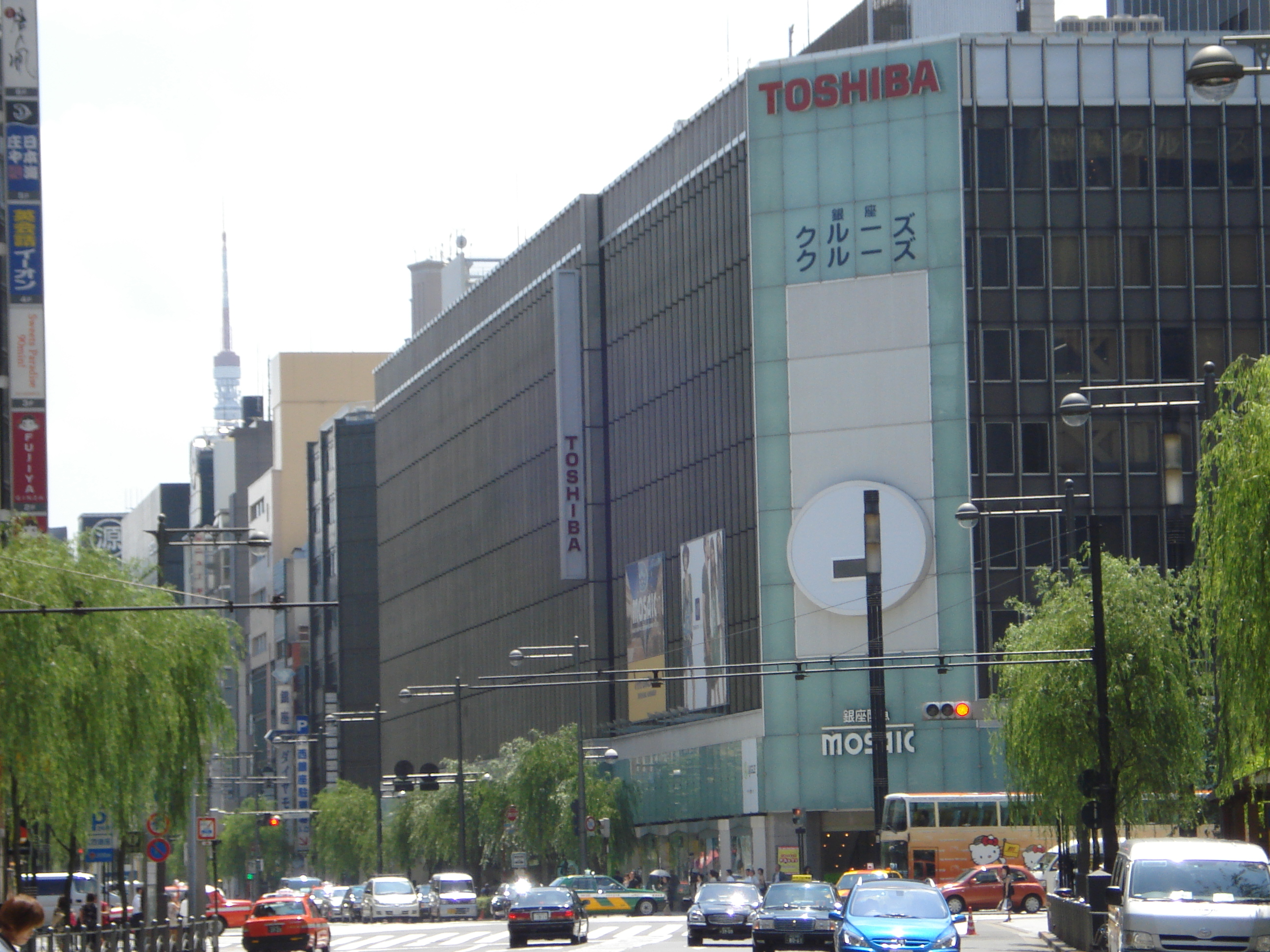
銀座クルーズ本社

ダイゾーの傘下の企業、および、ダイゾーの傘下に入ったのち統合された企業である。
- 株式会社インテリジェントスクエア（東京都渋谷区）
- エヌ・ケー・エス株式会社（京都府京都市）
- 株式会社オーエス・システム（大阪府大阪市）
- 株式会社大阪造船所（大阪府大阪市）
- 株式会社大阪造船ドック（大阪府大阪市）
- 株式会社大島造船所（長崎県西海市）
- 株式会社銀座クルーズ（東京都中央区）
- 株式会社経営開発研修センター（大阪府大阪市）
- 上海大造気霧剤実業有限公司（上海市松江区）
- 上海大造商貿有限公司（上海市黄浦区）
- 株式会社スカイピア（大阪府大阪市）
- 田川炭鉱株式会社（山形県温海村）
- 株式会社ディアイスクエア（東京都渋谷区）
- 東洋オリーブ株式会社（香川県小豆島町）
- 株式会社ニチモリ・センチュリーシステムアイ（大阪府大阪市）
- 日本フイリン株式会社（東京都中央区）
- 株式会社日本モリブデン（大阪府大阪市）

## 在籍した人物
- 石田光春
- 末次哲雄
- 東郷重興
- 西脇晋
- 松島肇
- 南景樹
- 南俊二
- 南尚
- 南宣之